# Motowęże
Motowęże (także spotykane pod nazwą Małowęże) – bezodpływowe jezioro w Polsce położone w Borach Tucholskich w województwie pomorskim, w powiecie kościerskim, w gminach Dziemiany i Karsin na południowo-zachodnim skraju Wdzydzkiego Parku Krajobrazowego na obszarze Zaborów.
Ogólna powierzchnia jeziora wynosi 3,74 ha.
Motowęże znajduje się w granicach postulowanego rezerwatu przyrody Motowęże. Na zachód od jeziora znajduje się jezioro Czarne, a na wschód jezioro Syconki Wielkie.